# Atentado en la estación de policia de La Plata
El Atentado en la estación de Policía de La Plata (Huila) fue un ataque terrorista de las Disidencias de las FARC-EP contra una estación de Policía Nacional de Colombia, perpetrado el 17 de abril de 2025, dejando 2 civiles muertos y al menos 31 heridos.

## Acontecimiento
El atentado fue realizado con una motocicleta que llevaba explosivos y fue estacionada frente a la estación de Policía Nacional de La Plata (Huila).
El atentado fue  perpetrado por el frente Hernando González Acosta, adscrito al Estado Mayor Central (EMC) de las Disidencias de las FARC-EP.

## Reacciones
El atentado fue condenado por congresistas como María Fernanda Cabal, y por el ministro de defensa Pedro Arnulfo Sánchez. Asi mismo se pronunció el gobernador del Huila, Rodrigo Villalba Mosquera. Debido al atentado y otras acciones armadas de las Disidencias de las FARC-EP, el gobierno de Gustavo Petro no prorrogó las negociaciones con dichos grupos armados.